# Benny Mardones
Benjamin Ruben Armand Mardones (Cleveland, 9 de novembro de 1946 – Menifee, 29 de junho de 2020), artisticamente conhecido por Benny Mardones, foi um cantor e compositor norte-americano, conhecido por seu sucesso "Into the Night", lançado em 1980.

## Carreira
Filho de Rubén Mardones Vignes (chileno de ascendência francesa que chegou a lutar na Segunda Guerra Mundial antes de voltar ao s Estados Unidos), iniciou sua carreira como compositor, escrevendo músicas para Brenda Lee e Chubby Checker, entre outros artistas que estavam começando suas trajetórias artísticas. Em 1978, o produtor musical Tommy Mottola pediu para que ele gravasse suas próprias canções. Foram, no total, mais de 100 músicas compostas por Mardones, que gravou no mesmo ano o seu primeiro álbum como cantor, Thank God for Girls.
Em 1980, gravou Never Run, Never Hide, cujo destaque foi "Into the Night", composta em parceria com Robert Tepper. A música ficou em 11º lugar na parada Billboard Hot 100 e emplacou um disco de platina. No Brasil, fez parte da trilha sonora internacional da novela Um Homem muito Especial, da Rede Bandeirantes, sendo o tema dos personagens Rafael (Carlos Alberto Riccelli) e Mariana (Bruna Lombardi). Apesar do sucesso, Mardones entrou em declínio ao se envolver com drogas, suspendendo gravações, shows e participações, além de ter sido demitido pela Polydor. Into the Night ficou ainda na sexta posição da lista dos 100 maiores "one-hit wonders" da música norte-americana dos anos 1980.
Com o nascimento de seu filho, Michael Mardones, o cantor decidiu largar as drogas e se fixou no estado de Nova Iorque, assinando em seguida um contrato com a Curb Records em sua volta ao cenário musical, tendo gravado um álbum com seu nome em 1989 que continhauma regravação de Into the Night. Até 2015, lançou outros 6 discos de estúdio e 5 trabalhos ao vivo.

## Vida pessoal e morte
Em outubro de 2011, casou-se com a dinamarquesa Jane Braemer e mudou-se para a cidade de Menifee, na Califórnia.
Desde 2000, convivia com sintomas do mal de Parkinson, mas seguiu na ativa até 2017. Em 2018, fez sessões de estimulação cerebral para diminuir os efeitos da doença, porém sofreu complicações que renderam problemas de coordenação, causando frequentes quedas e lesões no quadril.
O cantor faleceu em 29 de junho de 2020, aos 73 anos.

## Discografia

### Álbuns de estúdio
- 1978: Thank God for Girls
- 1980: Never Run, Never Hide
- 1981: Too Much to Lose
- 1985: Unauthorized
- 1986: American Dreams (Benny Mardones & the Hurricanes)
- 1989: Benny Mardones
- 1993: The Lost Tapes
- 1996: Stand By Your Man
- 1998: Bless a Brand New Angel
- 2002: A Journey Through Time
- 2006: Let's Hear It for Love
- 2015: Timeless (Benny Mardones & the Hurricanes)

### Álbuns ao vivo
- 2007: Turning Stone Live 2006
- 2008: Extended Versions (Live)
- 2008: Turning Stone Live 2007
- 2009: Turning Stone Live 2008
- 2010: Turning Stone Live 2009

### Singles
| Ano  | Título                                                                | Posição | Posição | Posição | Posição | Posição | Álbum                   |
| Ano  | Título                                                                | US      | US AC   | AUS     | CAN     | NZ      | Álbum                   |
| ---- | --------------------------------------------------------------------- | ------- | ------- | ------- | ------- | ------- | ----------------------- |
| 1970 | "Stand and Be Counted" (lançada como Troy)                            | —       | —       | —       | —       | —       |                         |
| 1972 | "Please Say You Want Me" (lançada como Troy)                          | —       | —       | —       | —       | —       |                         |
| 1972 | "If You Gotta Break Another Heart" (lançada como Troy)                | —       | —       | —       | —       | —       |                         |
| 1978 | "All for a Reason"                                                    | —       | —       | —       | —       | —       | Thank God for Girls     |
| 1980 | "Into the Night"                                                      | 11      | —       | 19      | 12      | 29      | Never Run, Never Hide   |
| 1980 | "Hometown Girls"                                                      | 103     | —       | —       | —       | —       | Never Run, Never Hide   |
| 1981 | "Sheila C."                                                           | —       | —       | —       | —       | —       | Too Much to Lose        |
| 1989 | "Into the Night"                                                      | 20      | 20      | —       | —       | —       | Benny Mardones          |
| 1989 | "I Never Really Loved You at All"                                     | —       | —       | —       | —       | —       | Benny Mardones          |
| 1989 | "I'll Be Good to You"                                                 | —       | —       | —       | —       | —       | Benny Mardones          |
| 1993 | "Two Worlds, Two Hearts"                                              | —       | —       | —       | —       | —       | The Lost Tapes          |
| 1995 | "Dream Baby"                                                          | —       | —       | —       | —       | —       | Stand By Your Man       |
| 1996 | "It's All in the Game"                                                | —       | —       | —       | —       | —       | Stand By Your Man       |
| 1996 | "I Know You By Heart" (participação de Katrina Carlson)               | —       | 25      | —       | —       | —       | Stand By Your Man       |
| 1996 | "Stand By Your Man"                                                   | —       | —       | —       | —       | —       | Stand By Your Man       |
| 1998 | "From Me to You"                                                      | —       | —       | —       | —       | —       | Bless a Brand New Angel |
| 1998 | "Bless a Brand New Angel"                                             | —       | —       | —       | —       | —       | Bless a Brand New Angel |
| 1998 | "Everything That Touches You, Touches Me"                             | —       | —       | —       | —       | —       | Bless a Brand New Angel |
| 2006 | "Into the Night/Da Heat of the Night" (participação de Conrad Hilton) | —       | —       | —       | —       | —       | Non-album singles       |
| 2006 | "I Believe in Miracles"                                               | —       | —       | —       | —       | —       | Non-album singles       |
| 2006 | "United We Stand" (participação de Teresa James)                      | —       | —       | —       | —       | —       | Non-album singles       |
| 2006 | "I'm Gonna Make You Love Me" (participação de Tamara Walker)          | —       | —       | —       | —       | —       | Non-album singles       |
| 2006 | "Please Say You Want Me"                                              | —       | —       | —       | —       | —       | Non-album singles       |
| 2006 | "The Train Don't Stop Here Anymore"                                   | —       | —       | —       | —       | —       | Let's Hear It for Love  |
| 2011 | "Forever Hypnotized"                                                  | —       | —       | —       | —       | —       | Let's Hear It for Love  |
|      | "Please Say You Want Me"                                              | —       | —       | —       | —       | —       |                         |
|      | "And Tomorrow Means Another Day That We're Apart"                     | —       | —       | —       | —       | —       |                         |
|      | "Into the Night/Da Heat of the Night" (participação de Conrad Hilton) | —       | —       | —       | —       | —       |                         |
| 2012 | "I've Got You"                                                        | —       | —       | —       | —       | —       |                         |
| 2012 | "Into the Night (2012)"                                               | —       | —       | —       | —       | —       |                         |
| 2015 | "Where Angels Fly"                                                    | —       | —       | —       | —       | —       |                         |
| 2016 | "Christmastime in Syracuse"                                           | —       | —       | —       | —       | —       |                         |
| 2017 | "No Words for Love"                                                   | —       | —       | —       | —       | —       | Bless a Brand New Angel |